# ويليام جاكسون بالمر
ويليام جاكسون بالمر (بالإنجليزية: William Jackson Palmer)‏ هو ضابط أمريكي، ولد في 18 سبتمبر 1836 في ليبسيك في الولايات المتحدة، وتوفي في 13 مارس 1909 في كولورادو سبرينغس في الولايات المتحدة.